# José Cuero
José Adalberto Cuero García (Bogotá, Cundinamarca, Colombia, 30 de marzo de 1990) es un futbolista colombiano que juega como extremo o de lateral derecho y su equipo actual es Deportivo Moquegua de la Liga 2 de Perú.

## Trayectoria

### Millonarios F. C.

#### 2008-09
Cuero llegó a Millonarios en el año 2008. Participó en el título del equipo capitalino en la Copa Élite de la Liga Bogotana de Fútbol en el año 2009.

#### 2010
Debutó como profesional el 17 de marzo de 2010 en un partido que Millonarios perdió 0-2 contra La Equidad en el estadio Alfonso López de Bogotá por la Copa Colombia 2010.
Su debut en la Categoría Primera A lo hizo el 15 de mayo de 2010 en un partido que Millonarios venció 3-1 a Independiente Medellín en Bogotá.

### León de Huánuco
A inicios de 2011 es transferido al equipo peruano León de Huánuco para tomar un impulso en su carrera, jugando 7 partidos tras su poca titularidad y en busca de mejores oportunidades obligó su salida.

### Intí Gas
A mediados del 2011 llega a Intí Gas donde quedó 7º en la tabla acumulada y clasificando a la Copa Sudamericana 2012 jugó 10 partidos.

### Alianza Universidad y Santamarina
Para el 2012 llega a Alianza Universidad de la Segunda División de Perú y se mantuvo 4 años donde lo más resaltante pasó en el 2015 cuando fue elegido como el mejor lateral derecho de la Segunda División de Perú. En 2016 tuvo una breve cesión en equipo Santamarina de Tandil de Argentina.

### Deportivo Hualgayoc
Tras su buen paso por el club de Huánuco llega a Deportivo Hualgayoc por Segunda División 2017 club que había quedado subcampeón en la Copa Perú 2016 y era su primera participación en Segunda División jugando 27 partidos y 4 goles, queda en el tercer puesto por detrás de Sport Boys y César Vallejo quienes definirían el título.

### Carlos A. Mannucci
En el 2018 llega al club trujillano Carlos A. Mannucci para disputar Segunda División de Perú 2018 con un nuevo formato, logra acabar en el segundo puesto en la Fase Regular y subcampeón en la Fase Eliminatoria tras caer ante César Vallejo, su segundo puesto lo llevaba a un Cuadrangular de ascenso donde queda primero y logra su primer ascenso con un club, jugando un total de 28 partidos y 1 gol.

### Cienciano
El año siguiente ficha por Cienciano con el objetivo de lograr el ascenso del cuadro cusqueño a primera división luego de cuatro años. Meta que finalmente logró cumplir, además de ser una las figuras del equipo. En 19 partidos logró anotar 11 goles. A inicios del 2020, no pudo jugar la primera parte del torneo debido a cupo de extranjeros, pero con la salida del paraguayo Óscar Franco, Cuero volvió a ser considerado por el técnico Marcelo Grioni.

### Atlético Huila
Tras 10 temporadas en el fútbol de ascenso del Perú, regresa a Colombia siendo fichado por el Atlético Huila de la Segunda División de Colombia, quien ya lo venía siguiendo desde el ascenso peruano. A pesar de su buen paso y el club cusqueño quería la renovación, fue fichado en enero del 2021 por toda la temporada.
En el 2023 desciende de la Liga 2 con el Alfonso Ugarte al acumular dos walkovers en el torneo por temas económicos y administrativos.

### UTC de Cajamarca
Luego de estar un año en el Deportivo Garcilaso, es anunciado como nuevo refuerzo del UTC de Cajamarca para la segunda parte de la Liga 1.

## Clubes
| Club                  | País          | Año           | Partidos | Goles |
| --------------------- | ------------- | ------------- | -------- | ----- |
| Millonarios           | Colombia      | 2010          | 2        | 0     |
| León de Huánuco       | Perú          | 2011          | 1        | 0     |
| Inti Gas              | Perú          | 2011          | 10       | 0     |
| Alianza Universidad   | Perú          | 2012-2016     | 106      | 21    |
| Santamarina de Tandil | Argentina     | 2016          | 1        | 0     |
| Deportivo Hualgayoc   | Perú          | 2017          | 28       | 4     |
| Carlos A. Mannucci    | Perú          | 2018          | 29       | 1     |
| Cienciano             | Perú          | 2019-2020     | 30       | 13    |
| Atlético Huila        | Colombia      | 2021          | 12       | 0     |
| Santos F. C.          | Perú          | 2022          | 15       | 2     |
| Alfonso Ugarte        | Perú          | 2023-2024     | 21       | 5     |
| Deportivo Garcilaso   | Perú          | 2024          | 10       | 0     |
| UTC de Cajamarca      | Perú          | 2024          | 2        | 0     |
| Deportivo Moquegua    | Perú          | 2025 -        |          |       |
| Total carrera         | Total carrera | Total carrera | 267      | 46    |

## Palmarés

### Campeonatos nacionales
| Título | Club      | País | Año  |
| ------ | --------- | ---- | ---- |
| Liga 2 | Cienciano | Perú | 2019 |

### Distinciones individuales
| Distinción                                                           | Año  |
| -------------------------------------------------------------------- | ---- |
| Nominado a mejor jugador Liga 2 según la SAFAP                       | 2019 |
| Mejor once de la Liga 2 según la SAFAP                               | 2019 |
| Equipo ideal de la Liga 2 según el portal periodístico Dechalaca.com | 2019 |
| Nominado a jugador del año de la Liga 2                              | 2019 |